# Nototriche hunzikeri
Nototriche hunzikeri är en malvaväxtart som beskrevs av Antonio Krapovickas. Nototriche hunzikeri ingår i släktet Nototriche och familjen malvaväxter. Inga underarter finns listade i Catalogue of Life.